# Hafen Oakland
Der Hafen Oakland (englisch Port of Oakland) ist ein amerikanischer Seehafen in Oakland (Kalifornien) in der Bucht von San Francisco. Die Hafenanlagen mit 20 Anlegern befinden sich im Nordwesten der Stadt und wurde offiziell 1927 eröffnet.
Der Tiefwasserhafen bietet 50.000 Arbeitsplätze in Nordkalifornien.
Im Jahr 2014 wurden hier 18,9 Millionen tn. sh. Güter umgeschlagen. Damit lag er 2014 auf Rang 33 innerhalb der Vereinigten Staaten. Im Jahr 2008 betrug der Schiffsdurchsatz 1.928 Fahrzeuge und das umgeschlagene Containervolumen 2,24 Millionen TEU.

## Geschichte

### Gründungsjahre
Im Jahr 1852 wurden entlang der Oakland-Mündung große Kanäle gebaut, die ausgebaggert wurden, um einen lebensfähigen Hafen zu schaffen. 1874 wurde der zuvor ausgebaggerte Schifffahrtskanal vertieft, um Oakland zu einem Tiefwasserhafen zu machen.

### 20. Jahrhundert
Im frühen 20. Jahrhundert erhielt der Südpazifik exklusive Rechte am Hafen. Im Januar 1906 baute eine kleine Arbeitsgruppe, die von der Western Pacific Railroad beschäftigt war, eine Kreuzung über die Southern Pacific Line, um die Western Pacific Main Line mit Gleisen zu verbinden. Dieser Akt wurde von Southern Pacific protestiert und später vor Gericht bestätigt. Das Gericht entschied, dass alle Deponien seit dem Datum der Vereinbarung nicht zum Südpazifik gehörten, was ihr Monopol beendete.
1921 wurde ein Kanal dreißig Fuß tief bei mittlerem Niedrigwasser von der Bucht bis zum Brooklyn Basin gegraben, eine Entfernung von vier und drei Viertel Meilen, und dann ein Kanal fünfundzwanzig Fuß tief um das Becken und achtzehn Fuß zur San Leandro Bay, eine zusätzliche Entfernung von vier Meilen (6 km). Der Hafen wurde erst 1927 unter der Leitung des neu organisierten Board of Port Commissioners offiziell als Hafen von Oakland bezeichnet.
Im Rahmen des Rivers and Harbors Act von 1922 wurde ein 30 Fuß tiefer und 800 Fuß breiter Kanal durch das Untergeschoss südlich von Yerba Buena Island gebaut. Am Ende der Oaklander Stege verengt sich der Kanal auf 600 Fuß.
1962 begann der Hafen von Oakland Containerschiffe aufzunehmen. Der Containerverkehr erhöhte die Menge der im Hafen be- und entladenen Fracht erheblich. In den späten 1960er Jahren war der Hafen von Oakland der zweitgrößte Hafen der Welt in Bezug auf die Containertonnage. Die Tiefen- und Navigationsbeschränkungen in der Bucht von San Francisco beschränkten jedoch die Kapazität des Hafens erheblich und Ende der 1970er Jahre wurde der Hafen von den Hauptcontainerhäfen in Los Angeles und Long Beach verdrängt.
Während einer Erweiterung des Hafens in den späten 1960er Jahren wurde Füllmaterial zu dem übrig gebliebenen alten Graben des Südpazifiks hinzugefügt. Die Füllung stammte größtenteils aus der gleichzeitigen Ausgrabung des Berkeley Hills Tunnels während des Baus des BART-Systems. Die BART-Bahnlinie durchquert unter anderem einen Teil des Hafens und das Ostportal der Transbay-Tube liegt innerhalb des Hafens.
Eine der Hauptbeschränkungen für das Wachstum war die Unfähigkeit, Container auf Eisenbahnlinien zu übertragen; alle Kräne arbeiteten historisch zwischen Schiffen und Lastwagen. In den 1980er Jahren begann der Hafen von Oakland mit der Bewertung der Entwicklung einer intermodalen Containertransferfähigkeit, d. h. digitale Einrichtungen, die das Umladen von Containern von Schiffen auf Lastwagen oder Schienenfahrzeuge ermöglichen. Der Hafen behielt VZM, Korve Engineering und Earth Metrics, um Ingenieur- und Umweltstudien durchzuführen, damit detaillierte Technik fortgesetzt werden kann. 1987 hat Allen im Namen der Oakland Port Commission eine Gruppe von 72 Anwälten, Hafenbeamten, darunter die damalige Hafenkommissarin Carole Ward Allen, und Stadtbeamte auf einer 3-wöchigen Reise nach China durchgeführt und traf den Bürgermeister von Shanghai, Jiang Zemin (Shanghai ist mit San Francisco verbunden).

### 21. Jahrhundert
Die Fertigstellung der daraus resultierenden intermodalen Eisenbahnanlage erfolgte im Jahr 2002. Das brachte die kumulative Investition in die Hafenerweiterung seit 1962 auf über 1,4 Milliarden Dollar, von denen die Hälfte die intermodale Anlage umfasste. Im frühen ersten Jahrzehnt des 21. Jahrhunderts veranlasste die neue intermodale Eisenbahnanlage zusammen mit schweren Staus in den Häfen von Los Angeles und Long Beach einige transpazifische Versender, einen Teil ihres Verkehrs in den Hafen von Oakland zu verlegen (insbesondere, wenn das Endziel nicht in Südkalifornien liegt, sondern weiter östlich liegt). Außerdem profitiert der Hafen jetzt von Investitionen in Post-Panamax-Kräne, Baggerarbeiten und der Übertragung von militärischem Eigentum, das jetzt für die Expansion genutzt wurde.
Die Vertiefung des Hafens von 42 Fuß (13 m) auf 50 Fuß (15 m) ist abgeschlossen. Die Häfen von Los Angeles, Long Beach, Seattle und Tacoma waren bereits 50 Fuß (15 m) tief. Das 432-Millionen-Dollar-Projekt wurde im September 2009 abgeschlossen. Etwa 6 Millionen Kubikmeter (4.600.000 m³) Schlamm aus dem Baggern wurden am westlichen Rand des Middle Harbor Shoreline Park abgelagert, um zu einem 188 Hektar großen (76 ha) flachen Feuchtgebietsraum für Meeres- und Küstenleben zu werden. Weitere Baggerarbeiten folgten 2011, um den Navigationskanal aufrechtzuerhalten. Vor der Ankunft der MSC Fabiola im März 2012, des größten Containerschiffs, das jemals die Bucht von San Francisco betreten hat, wurde der Hafen von Oakland durch Überprüfung der Kanaltiefe und Baggerarbeiten nach Bedarf vorbereitet. Das Schiff kam mit weniger als seinem vollen Zug von 50 Fuß 10 Zoll (15,5 m) an, weil es nur drei Viertel einer Ladung hielt.
Occupy Oakland, Teil der Occupy-Bewegung, marschierte am 2. November 2011 zum Hafen und blockierte den Verkehr beim Ein- und Ausfahren. Im August 2014 war der Hafen Schauplatz eines Protests gegen ein israelisches Schiff palästinensischer Anhänger, die gegen israelische Militäraktionen im Gazastreifen waren. Die Ladung des Schiffes wurde schließlich nach einer 4-tägigen Stat-off entladen. Die Jewish Press kommentierte, dass es eine gute Chance gäbe, dass der Schiffsbesitzer und andere Frachtunternehmen sicherere Häfen finden würden, mit denen sie Geschäfte machen können, wenn der Hafen keine Lösung für ihr „Prostrantenproblem“ findet.
Der Hafen ist Teil des kalifornischen Green-Trade-Corridor-Marine-Highway-Projekts, da Schiffe Fracht viel grüner bewegen als Lastwagen und Züge. Der Green Trade Corridor Marine Highway (Häfen von Oakland-Stockton-West Sacramento) kann den Warenverkehr durch Nordkalifornien verbessern.
Im Juni 2016 stimmte der Stadtrat von Oakland einstimmig dafür, die Handhabung und Lagerung von Kohle im Hafen zu verbieten. Der Stadtrat von Oakland stimmte dafür, die Handhabung und Lagerung von Kohle an den Terminals und Schüttgutanlagen der Stadt zu verbieten. Diese Entscheidung kam von Phil Tagami, CEO der California Capital and Investment Group, der Oakland Bulk und Oversized Terminals finanzierte.

## Oakland Ballpark
Hauptartikel: Oakland Ballpark
Die Oakland Athletics der Major League Baseball planten den Bau eines neuen Ballparks für das Team im Howard Terminal. Am 26. April 2018 stimmten die Kommissare des Hafens von Oakland einstimmig für den Abschluss einer einjährigen Vereinbarung, um ausschließlich mit den Oakland A's zu verhandeln. Diese Vereinbarung ermöglichte es den A's, dem Hafen 100.000 Dollar zu zahlen, um die wirtschaftliche Machbarkeit und Umwelt-, Transport- und Zugänglichkeitsfragen zu untersuchen.
Am 28. November 2018 gaben die Athletics bekannt, dass sich das Team dafür entschieden hatte, seinen neuen Ballpark mit 34.000 Sitzplätzen am Howard Terminal am Hafen von Oakland zu bauen. Nach Verzögerungen bei der Stadionplanung entschieden sich die Oakland Athletics 2023 jedoch stattdessen dafür, nach Las Vegas zu ziehen, was die Pläne für den Howard Terminal Ballpark effektiv beendete.

## Oakland International Airport
Hauptartikel: Flughafen Metropolitan Oakland International
Zusätzlich zu seinen maritimen Aktivitäten betreibt der Hafen auch den Oakland International Airport. Das entwickelte Land neben dem Flughafen wird auch vom Hafen überwacht, einschließlich des Airport Business Park.